# فورس موتورز
فورس موتورز (انگلیسی: Force Motors) شرکت خودروسازی هندی است، که در سال ۱۹۵۸ تأسیس شد.